# Ilmenau
Ilmenau er en by i Tyskland med 26.713 (2005) indbyggere i den tyske delstat Thüringen. Den ligger 40 km syd for Erfurt.
Byen er bl.a. kendt for sit universitet som blev grundlagt i 1894.